# Reza Mirkarimi
Reza Mirkarimi  (en persan : رضا میرکریمی) (né le 27 janvier 1967 à Zandjan) est un réalisateur, scénariste, producteur et monteur iranien.

## Biographie
Après avoir obtenu un diplôme en arts graphiques à l'université des beaux-arts de Téhéran, Reza Mirkarimi commence sa carrière cinématographique en 1987, à l'âge de 21 ans, par la réalisation d'un premier court métrage intitulé Pour lui.
Son second long-métrage Sous le clair de lune (Zir-e noor-e maah) remporte le Grand Prix de la Semaine de la Critique au Festival de Cannes 2001.
En 2017, il est membre du jury du 39e Festival international du film de Moscou, ainsi que membre du Festival international du film de Tokyo. 

## Filmographie
- 2000 : L'Enfant et le Soldat (Koodak va sarbaz)
- 2001 : Sous le clair de lune (Zir-e noor-e maah)
- 2002 : Ici, une lumière brillante (Inja cheraghi roshan ast)
- 2005 : Si près, si loin (Kheili dour, kheili nazdik)
- 2008 : Aussi simple que cela (Be hamin sadegi)
- 2011 : Un morceau de sucre (Yek habe ghand)
- 2014 : Un jour nouveau (Emrooz)
- 2016 : Dokhtar
- 2019 : Le Château des rêves
- 2022 : Negahban-e shab (fa) (نگهبان شب)